# NGC 3659
NGC 3659 ist eine leuchtschwache Balken-Spiralgalaxie mit ausgedehnten Sternentstehungsgebieten vom Hubble-Typ SBm im Sternbild Löwe auf der Ekliptik. Sie ist schätzungsweise 54 Millionen Lichtjahre von der Milchstraße entfernt und hat einen Durchmesser von etwa 40.000 Lichtjahren.

Im selben Himmelsareal befinden sich u. a. die Galaxien NGC 3626, NGC 3639, IC 685.
Das Objekt wurde am 14. März 1784 von Wilhelm Herschel entdeckt.